# Djuptjärnen (Burträsks socken, Västerbotten, 718023-168224)
Djuptjärnen är en sjö i Skellefteå kommun i Västerbotten och ingår i Rickleåns huvudavrinningsområde. Sjön har en area på 0,215 kvadratkilometer och ligger 274 meter över havet.

## Delavrinningsområde
Djuptjärnen ingår i det delavrinningsområde (717798-168416) som SMHI kallar för Utloppet av Holmträsket. Medelhöjden är 287 meter över havet och ytan är 17,08 kvadratkilometer. Räknas de 7 avrinningsområdena uppströms in blir den ackumulerade arean 61,57 kvadratkilometer. Svartån som avvattnar avrinningsområdet har biflödesordning 3, vilket innebär att vattnet flödar genom totalt 3 vattendrag innan det når havet efter 113 kilometer. Avrinningsområdet består mestadels av skog (71 procent). Avrinningsområdet har 3,05 kvadratkilometer vattenytor vilket ger det en sjöprocent på 17,8 procent.